# Фурфурол
Фурфурол (2-фуранкарбальдегид, фурфураль) (от лат. furfur — отруби) — альдегид, производное фурана. Представляет собой жидкость с запахом свежего ржаного хлеба или миндаля.

## Получение
Фурфурол может быть получен при кипячении с серной кислотой различных сельскохозяйственных отходов (стебли подсолнечника, соломы, отрубей), а также древесины. При этом происходит гидролиз гемицеллюлозы (одного из полисахаридов клеточных стенок растения), образующиеся пентозы (главным образом, ксилоза) под действием серной кислоты подвергаются дегидратации, ведущей к образованию фурфурола. Фурфурол отгоняется вместе с парами воды.

## Физические свойства
Фурфурол — высококипящая (tкип=161,7 °C) жидкость, плотностью 1,16 г/см³. Легко растворяется в большинстве полярных органических растворителей, но лишь незначительно растворим как в воде, так и в алканах.

## Химические свойства
Вступает в характерные для альдегидов реакции. Фурановое кольцо фурфурола обладает ароматичностью, поэтому по своим свойствам он несколько напоминает бензальдегид. Для него характерны реакции замещения (в положение 4 относительно альдегидной группы). Под действием щелочей фурфурол, как и бензальдегид, вступает в реакцию Канниццаро, диспропорционируя на соль фуранкарбоновой кислоты и фурфуриловый спирт. Гидрогенизируется и вступает в реакции присоединения легче, чем ароматические соединения с бензольным ядром.
В реакциях электрофильного замещения в фурановом ядре замещается атом водорода в положении 5.
На воздухе происходит автоокисление фурфурола, продуктами реакции являются муравьиная и 2-формилакриловая кислоты.
В реакции Дильса — Альдера участвует как диен.
При нагревании до 250 °C фурфурол разлагается на фуран и моноксид углерода, иногда со взрывом.
При нагревании в присутствии сильных кислот кислород фуранового кольца присоединяет протон, ароматичность разрушается, вследствие чего фурфурол полимеризуется (осмоляется).

## Применение
Фурфурол применяют на предприятиях нефтехимии как растворитель для экстракции диенов (используемых для производства синтетической резины) из смеси углеводородов.
Фурфурол и фурфуриловый спирт могут быть использованы вместе или по отдельности для получения твёрдых смол по реакции с фенолом и ацетоном, или с мочевиной. Такие смолы используются в производстве стекловолокна, некоторых деталей самолётов, и автомобильных тормозов.
Фурфурол является доступным веществом, вследствие чего широко используется в качестве исходного соединения для получения различных производных фурана.
Из фурфурола получают непосредственно фуран, служащий, в свою очередь, сырьём для получения важного апротонного растворителя — тетрагидрофурана. Кроме того, фурфурол служит исходным сырьём для получения антимикробных препаратов группы нитрофуранов, таких как фурацилин и подобные.
Исходное сырьё для получения фурфуролацетоновых мономеров, типа синтетических смол.

## Токсичность
Фурфурол является токсичным веществом, воздействующим на нервную систему и вызывающим раздражение кожи и слизистых оболочек, судороги и параличи. При хроническом действии может вызывать экземы, дерматиты, хронический насморк. Потребление и вдыхание фурфурола вызывают отравление, включающее возбуждение, головную боль, головокружение, тошноту и, наконец, потерю сознания и смерть из-за дыхательной недостаточности. Воздействие фурфурола может вызвать раздражение кожи и дыхательных путей и даже вызвать гидронефроз. Длительный контакт с кожей может вызвать раздражение кожи и уникальный и чувствительный солнечный ожог. В исследованиях на токсины фурфурол может вызывать опухоли, мутации и повреждение печени и почек у животных.